# Koshinna
Koshinna är en administrativ by i Sri Lanka.   Den ligger i provinsen Nordvästprovinsen, i den centrala delen av landet, 80 km nordost om huvudstaden Colombo.